# Femi Kuti
Olufela Olufemi Anikulapo Kuti, noto come Femi Kuti (Londra, 16 giugno 1962), è un cantante, compositore e musicista nigeriano.
È il figlio primogenito del musicista Fela Kuti.

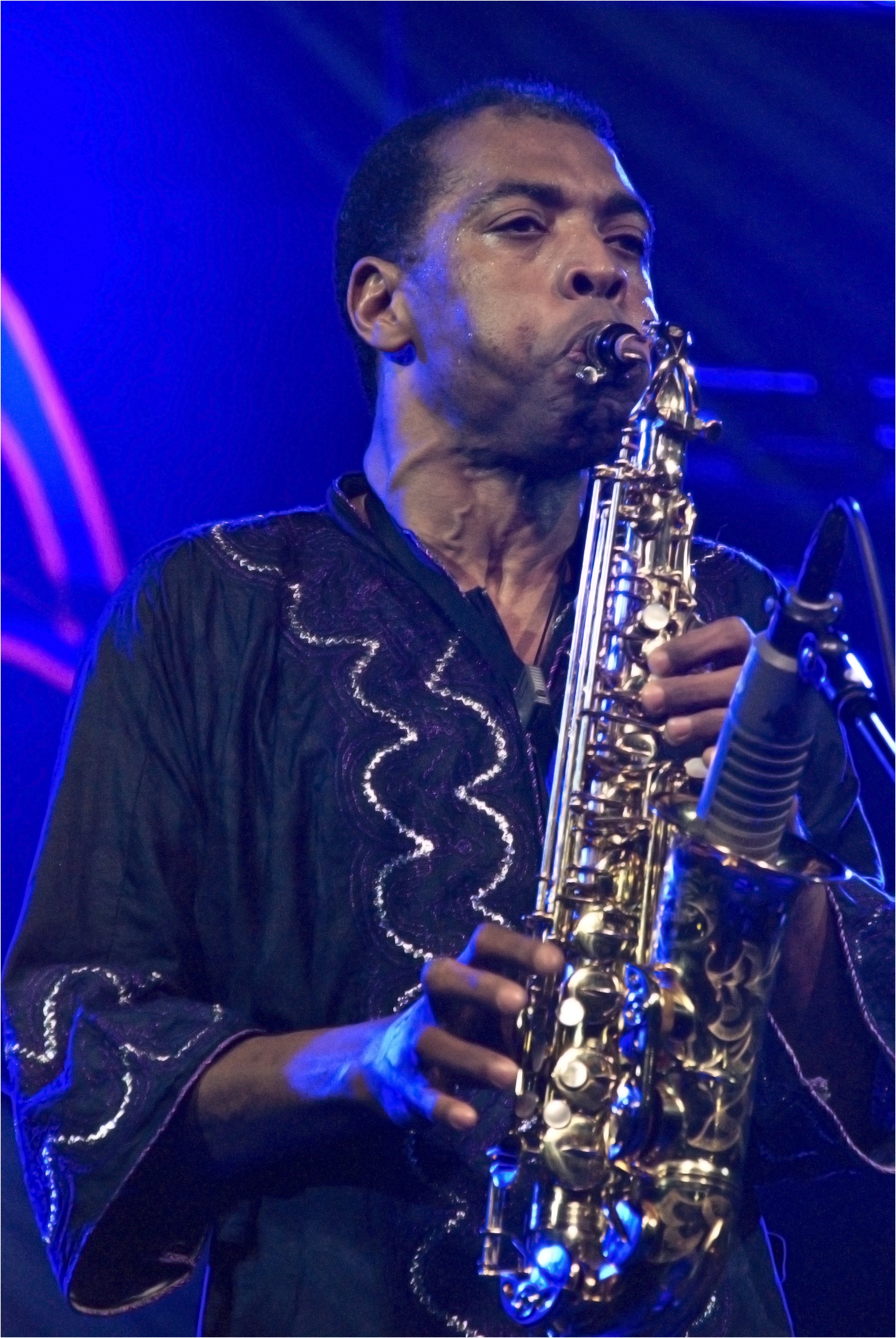
Kuti in concerto il 10 novembre 2008
Foto: Carlos Fernández San Millán

## Discografia
- No Cause for Allarm (1989)
- M. Y. O. B. (1991)
- Femi Kuti (1995)
- Shoki Shoki (1998)
- Fight to Win (2001)
- Africa Shine (2004)
- The Best of Femi Kuti (2004)
- Femi Kuti the Definitive Collection (2007)
- Day by Day (2008)
- Africa for Africa (2010)
- No Place for My Dream (2013)
- One People One World (2018)
- Stop the Hate (2021)
- Journey Through Life (2025)